# Wody termalne
Wody termalne – wody lecznicze, swoiste, podziemne o podwyższonej temperaturze.
Pojęcie wód termalnych bywa różnie definiowane. Według niektórych definicji przyjmowanych w Polsce za wody termalne uważano wody podziemne o temperaturze przekraczającej średnią roczną temperaturę powietrza w okolicy. Inne źródła określają dodatkowo takie wody jako nadające się do wykorzystania jako nośnik energii. Definicja jednak jest umowna, a tradycja balneologiczna w oparciu o wrażenie ciepła odczuwane przez człowieka za wody termalne przyjmuje wody o temperaturze powyżej 20 °C. W uchwalonym w 2011 r. Prawie geologicznym i górniczym wody termalne zdefiniowano jako wodę podziemną, która na wypływie z ujęcia ma temperaturę nie mniejszą niż 20 °C.
W innych krajach stosowano podobne kryteria. W ZSRR przyjmowano taką samą wartość 20 stopni jak w Polsce, w USA za wody termalne uznawano wody o temperaturze powyżej 21 °C, a we Francji kilka stopni powyżej średniej rocznej temperatury powietrza w okolicy.
Wody pochodzące z warstw leżących głęboko lub blisko ognisk wulkanicznych mają wysoką temperaturę. Czasami wydostają się na powierzchnię zachowując wysoką temperaturę (obecnie często w celu zwiększenia wielkości wypływu ujmuje się takie wody wierceniami, nawet w przypadku samowypływów). Takie źródła wód termicznych nazywa się cieplicami. Część badaczy (np. Pazdro, 1977) rozróżnia cieplice jako wypływy naturalne wód termalnych, od term definiowanych, jako wypływy wód termalnych uzyskane dzięki wierceniom (sztuczne). Inni badacze synonimizują oba pojęcia. Głębokość, na jakiej znajdują się warstwy wód termalnych, związana jest z gradientem geotermicznym. Od pewnej głębokości wszystkie wody podziemne są termalne.
W Polsce wody termalne występują m.in. w Cieplicach (44 °C) oraz w Ciechocinku (38 °C). Swoje zastosowanie znalazły w lecznictwie uzdrowiskowym, ogrzewaniu mieszkań m.in. w Kotlinie Nowotarskiej w Tatrach i produkcji energii. Wody termalne Tatr i Podhala osiągają temperaturę od 20 °C (Witów/Siwa Woda) do 86 °C (Bańska Niżna/Bańska PGP-1 i Biały Dunajec/Biały Dunajec PGP-2). Jedne ze starszych znanych źródeł wód termalnych odkryto w 1844 roku w Jaszczurówce, miało ono wodę o temperaturze 20,4 °C.
Wody termalne wykorzystywane są również w celach rekreacyjnych. Jeden z największych w Polsce i Europie Środkowo-Wschodniej kompleks rekreacyjno-uzdrowiskowy z wodami termalnymi znajduje się w Bukowinie Tatrzańskiej.
Na dużą skalę wody termalne eksploatuje się np. na Islandii, w Nowej Zelandii, USA, Niemczech i Francji.